# Maicon Douglas Sisenando
Maicon Douglas Sisenando (Criciuma, 1981. július 26. –) brazil labdarúgó. Édesapja eredetileg Michael Douglasra szerette volna keresztelni, de egy félreértés következtében elírták a nevét, így lett Maicon Douglas Sisenando.  Jobbszélső védő. Sokan már a brazil válogatott emblematikus jobbszélsőjéhez, Cafuhoz hasonlítják.

## Pályafutása
2001-ben lépett először pályára a Cruzeiro színeiben, majd két sikeres év után Brazíliában, amely során két kupát és egy bajnoki címet is nyert, Európába igazolt át, a Monaco csapatához.
Új csapatának egyik alapjátékosa lett, és az ott eltöltött két szezonban ötvennyolc mérkőzésen lépett pályára és öt gólt szerzett. 2006 júliusában az FC Internazionale Milanóhoz igazolt át négymillió eurós szerződéssel. Az első szezonjában harminckét mérkőzésen két gólt rúgott és tizenkét gólpasszt adott, az idényre talán az vetett rossz fényt, hogy a Valencia ellen elveszített UEFA-bajnokok ligája-nyolcaddöntő után kialakult verekedésbe ő is belekeveredett, amiért 3 (+2 felfüggesztett) mérkőzésre szóló eltiltást kapott.
A második szezonban ismét meggyőző teljesítményt nyújtott. Olaszországba költözése két bajnoki címhez segítette csapatát.

### Manchester City
2012. augusztus 31-én 3 750 000 euróért igazolta le az angliai sztárcsapat. Kétéves szerződést írt alá.

### A válogatottban
2001-ben tagja volt a brazil U23-as válogatottnak a korosztályos világbajnokságon. 2003-ban Mexikó ellen bemutatkozott a felnőtt válogatottban is. 2005-ben Konföderációs kupát nyert. Ezen a tornán Cicinho cseréje volt, és a németek ellen egy félidőt játszott. A 2007-es Copa Américán végig a brazil válogatott egyik meghatározó játékosa volt. Azóta is ő az első számú jobbhátvéd a csapatban. Maicon 2003-as bemutatkozása óta hetvenhat mérkőzésen lépett pályára hazája válogatottjában, és hét gólt szerzett.

### Mérkőzései a válogatottban évenként
| Év       |          |     |
| Év       | Mérkőzés | Gól |
| -------- | -------- | --- |
| 2003     | 5        | 1   |
| 2004     | 5        | 0   |
| 2005     | 2        | 0   |
| 2006     | 6        | 0   |
| 2007     | 15       | 2   |
| 2008     | 9        | 1   |
| 2009     | 13       | 1   |
| 2010     | 8        | 1   |
| 2011     | 3        | 0   |
| 2013     | 5        | 1   |
| 2014     | 5        | 0   |
| Összesen | 76       | 7   |

### Válogatott góljai
| Gól | Időpont             | Helyszín                              | Ellenfél         | Eredmény | Végeredmény | Esemény                          |
| --- | ------------------- | ------------------------------------- | ---------------- | -------- | ----------- | -------------------------------- |
| 1.  | 2003. július 15.    | Mexikóváros, Mexikó                   | Honduras         | 1–0      | 2–1         | 2003-as CONCACAF-aranykupa       |
| 2.  | 2007. július 10.    | Maracaibo, Venezuela                  | Uruguay          | 1–0      | 2–2         | 2007-es Copa América             |
| 3.  | 2007. augusztus 22. | Montpellier, Franciaország            | Algéria          | 1–0      | 2–0         | barátságos                       |
| 4.  | 2008. november 19.  | Brazíliaváros, Brazília               | Portugália       | 3–1      | 6–2         | barátságos                       |
| 5.  | 2009. június 18.    | Pretoria, Dél-afrikai Köztársaság     | Egyesült Államok | 3–0      | 3–0         | 2009-es konföderációs kupa       |
| 6.  | 2010. június 15.    | Johannesburg, Dél-afrikai Köztársaság | Észak-Korea      | 1–0      | 2–1         | 2010-es labdarúgó-világbajnokság |
| 7.  | 2013. november 16.  | Miami, Egyesült Államok               | Honduras         | 3–0      | 5–0         | barátságos                       |

## Sikerei, díjai
Csapatsikerek
- Minas Gerais állam kupagyőztese: (2001, 2002)
- Minas Gerais állam bajnoka: (2003, 2004)
- Brazil bajnok: (2003)
- Brazil kupagyőztes: (2003)
- Brazil szuperkupa-győztes: (2002)
- Olasz bajnok: (2007, 2008, 2009, 2010)
- Olasz kupagyőztes: (2010)
- Olasz Szuperkupa-győztes: (2006, 2008)
- Bajnokok ligája győztes: (2010)
- Copa América győztes: (2004, 2007)
- Konföderációs kupa-győztes: (2005)
- Arany-kupa ezüstérmes: (2003)

Egyéni elismerések
- U-21-es vb-résztvevő (2001)
- Konföderációs Kupa-résztvevő (2009)
- az Év csapatának tagja a Serie A-ban (2009)